# Trigonidiinae
Sous-famille
Les Trigonidiinae sont une sous-famille d'Orthoptera de la famille des Gryllidae.

## Liste des genres
Selon Orthoptera Species File (27 mars 2010) :
- Phylloscyrtini Vickery 1976
  - Cranistus Stål, 1861
  - Phyllopalpus Uhler, 1864
  - Phylloscyrtus Guérin-Méneville, 1844
- Trigonidiini Saussure 1874
  - Amusurgus Brunner von Wattenwyl, 1893
  - Anacyrtoxipha Chopard, 1934
  - Anaxipha Saussure, 1874
  - Anaxiphomorpha Gorochov, 1987
  - Cyrtoxipha Brunner von Wattenwyl, 1873
  - Cyrtoxiphoides Chopard, 1951
  - Dolichoxipha Chopard, 1951
  - Estrellina Hebard, 1933
  - Falcicula Rehn, 1903
  - Hebardinella Chopard, 1932
  - Homoeoxipha Saussure, 1874
  - Hydropedeticus Miall & Gilson, 1902
  - Jarmilaxipha Otte & Peck, 1998
  - Laupala Otte, 1994
  - Lobeda Walker, 1869
  - Macroanaxipha Hebard, 1928
  - Metioche Stål, 1877
  - Metiochodes Chopard, 1932
  - Natula Gorochov, 1987
  - Paratrigonidium Brunner von Wattenwyl, 1893
  - Prolaupala Otte, 1994
  - Rhicnogryllus Chopard, 1925
  - Symphyloxiphus Rehn, 1906
  - Trigonidium Rambur, 1838
  - Zarceomorpha Gorochov, 1994
  - Zarceus Bolívar, 1895
  - †Abanaxipha Vickery & Poinar, 1994
  - †Grossoxipha Vickery & Poinar, 1994
  - †Proanaxipha Vickery & Poinar, 1994
- tribu indéterminée
  - Anele Otte, Carvalho & Shaw, 2003
  - Fijixipha Otte & Cowper, 2007
  - Kadavuxipha Otte & Cowper, 2007
  - Levuxipha Otte & Cowper, 2007
  - Minutixipha Otte & Cowper, 2007
  - Myrmegryllus Fiebrig, 1907
  - Nanixipha Otte, Carvalho & Shaw, 2003
  - Nausorixipha Otte & Cowper, 2007
  - Savuxipha Otte & Cowper, 2007
  - Svistella Gorochov, 1987
  - Tavukixipha Otte & Cowper, 2007
  - Vanuaxipha Otte & Cowper, 2007
  - Veisarixipha Otte & Cowper, 2007
  - Vitixipha Otte & Cowper, 2007
  - Vudaxipha Otte & Cowper, 2007

## Référence
- Saussure, 1874 : Mission Scientifique au Mexique et dans l'Amérique Centrale, 6e partie, études sur les Orthoptères, 3e livre, p. 293-516.